# Cirith Gorgor
En el universo imaginario de Tolkien y en su novela El Señor de los Anillos, Cirith Gorgor («Paso de los Espectros») es el nombre que se le da al paso montañoso ubicado en el noroeste de Mordor, en la unión de las dos grandes cordilleras que lo protegen, las Ephel Dúath (frontera occidental y meridional) y las Ered Lithui (frontera septentrional). Su nombre es sindarin y significa «desfiladero del terror extremo».
Cirith Gorgor constituía el paso más importante hacia el interior de Mordor (y el mejor defendido), comunicando las Tierras de Nadie y el Llano de la Batalla, con el valle interior de Udûn. Estaba protegido por dos torres, una a cada lado, conocidas como las Torres de los Dientes y estaba cerrado por las enormes puertas de hierro conocidas como las Morannon, todo esto fue construido por los hombres de Gondor durante la Segunda Edad del Sol como protección para que no se instalara el mal de nuevo en Mordor, aunque con el decaimiento de Gondor, fueron abandonadas y tras instalarse Sauron de nuevo en Mordor, fueron usadas por este.
Durante la Guerra del Anillo Frodo, Sam y Gollum piensan en entrar a Mordor a través de este paso, pero al llegar se dan cuenta de que es infranqueable, observando como se abren las Morannon para dejar pasar un ejército de hombres de las vastas comarcas del este que acuden en ayuda de Sauron.